# Sphenomorphus indicus
Sphenomorphus indicus — вид сцинкоподібних ящірок родини сцинкових (Scincidae). Мешкає в Південно-Східній Азії.

## Поширення і екологія
Sphenomorphus indicus мешкають на півдні і сході Китаю, зокрема на Хайнань і Тайвані, у Північно-Східній Індії, в Бангладеш, Бутані, М'янмі, Таїланді, Камбоджі, Лаосі, В'єтнамі і Малайзії. Вони живуть у вологих тропічних лісах, трапляються на плантаціях, на висоті від 40 до 4000 м над рівнем моря. Живляться комахами та іншими безхребетними. Відкладають яйця.